# Benedetto Denti
Benedetto Denti, al secolo Francesco (Palermo, 22 dicembre 1782 – Caltagirone, 3 agosto 1853), è stato un vescovo cattolico italiano, 2º vescovo di Caltagirone.

## Biografia
Ha emesso la professione solenne il 25 dicembre 1803 entrando a far parte dell'Ordine di San Benedetto.
È stato ordinato diacono il 21 settembre 1805 e presbitero il 28 dicembre dell'anno seguente.
Il 15 aprile 1833 è stato nominato vescovo di Caltagirone da papa Gregorio XVI; ha ricevuto l'ordinazione episcopale nella cattedrale di Monreale il 16 giugno successivo da Domenico Benedetto Balsamo, arcivescovo metropolita di Monreale, coconsacranti Giovanni Battista Bagnasco e Giulio Mariano Carmelo Benzo, rispettivamente vescovi ausiliari di Palermo e di Mazara del Vallo. Ha preso possesso canonico della diocesi nel mese di luglio seguente.
È morto il 3 agosto 1853 dopo 20 anni di governo pastorale della diocesi.

## Genealogia episcopale e successione apostolica
La genealogia episcopale è:
- Cardinale Scipione Rebiba
- Cardinale Giulio Antonio Santori
- Cardinale Girolamo Bernerio, O.P.
- Arcivescovo Galeazzo Sanvitale
- Cardinale Ludovico Ludovisi
- Cardinale Luigi Caetani
- Cardinale Ulderico Carpegna
- Cardinale Paluzzo Paluzzi Altieri degli Albertoni
- Papa Benedetto XIII
- Papa Benedetto XIV
- Cardinale Enrico Enriquez
- Arcivescovo Manuel Quintano Bonifaz
- Cardinale Buenaventura Córdoba Espinosa de la Cerda
- Cardinale Giuseppe Maria Doria Pamphilj
- Cardinale Tommaso Arezzo
- Arcivescovo Domenico Benedetto Balsamo, O.S.B.
- Vescovo Benedetto Denti, O.S.B.

La successione apostolica è:
- Vescovo Ignazio Montemagno, O.F.M.Conv.